# 28808 Ananthnarayan
28808 Ananthnarayan este un asteroid din centura principală de asteroizi.

## Descriere
28808 Ananthnarayan este un asteroid din centura principală de asteroizi. A fost descoperit pe 28 aprilie 2000 la Socorro, New Mexico, în cadrul proiectului LINEAR. Asteroidul prezintă o orbită caracterizată de o semiaxă mare de 2,60 ua, o excentricitate de 0,06 și o înclinație de 4,3° în raport cu ecliptica.